# Commer
Commer är en kommun i departementet Mayenne i regionen Pays de la Loire i nordvästra Frankrike. Kommunen ligger i kantonen Lassay-les-Châteaux som tillhör arrondissementet Mayenne. År 2022 hade Commer 1 289 invånare.

## Befolkningsutveckling
Antalet invånare i kommunen Commer
| Referens: INSEE |